# لا فلور بلانش

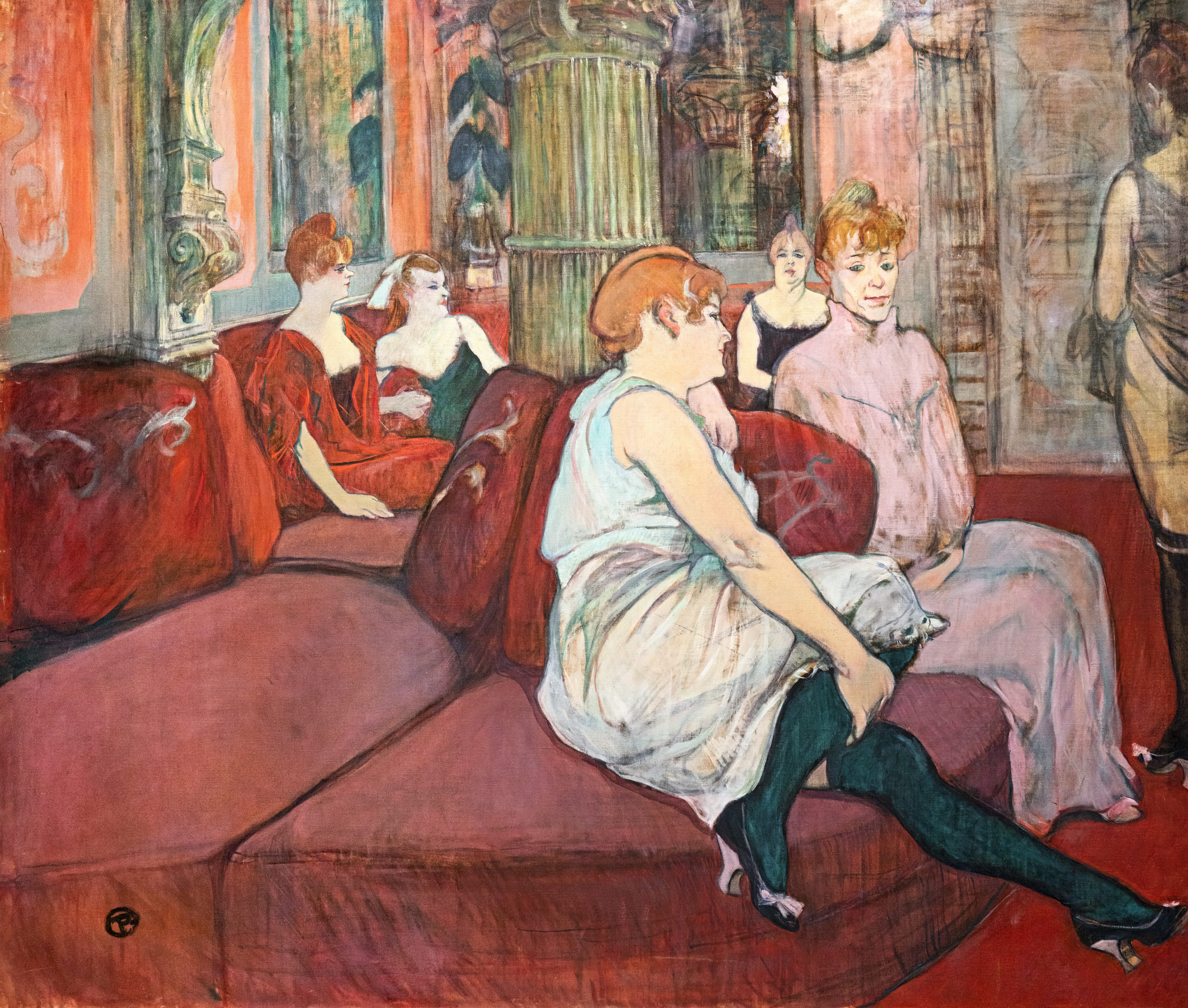
نقاشی روسپی‌خانهٔ «لا فلور بلانش» اثری از آنری دو تولوز-لوترک / ۱۸۹۴

لا فلور بلانش (به فرانسوی: La Fleur blanche) روسپی‌خانه‌ای در خیابان دِمولَن (Des Moulins) پلاک ۶ پاریس قرار داشته‌است.

## پیشینه
این بنا خانه شخصی سرمایه‌دار فرانسوی رِژانس (Régence) بود که در سال ۱۸۶۰ در دوره سلطنت ناپلئون سوم تبدیل به روسپی‌خانه شد. این روسپی‌خانه یک از مجلل‌ترین مکان‌های سکس در پاریس محسوب می‌شد مشتریان روسپی‌خانه تنها افراد عادی نبودند بلکه پادشاهان رؤسا جمهور کشورها مهمان این روسپی‌خانه می‌شدند.در طول اشغال فرانسه توسط آلمان در طول جنگ جهانی دوم این روسپی‌خانه دربست در اختیار سربازان و افسران آلمانی قرار گرفت و دست فرانسوی‌ها در مدیریت روسپی‌خانه کوتاه شد. کاپیتان هاوکه مدیریت روسپی‌خانه را در زمان اشغال به عهده‌گرفت. پس از جنگ به دلیل تصویب طرح مارتا ریچارد در سال ۱۹۴۶ روسپی‌خانه برای همیشه بسته شد. اموال روسپی‌خانه توسط حراجی موریس ریمز به فروش گذاشته شد.

## روسپی‌خانه و هنر
بیشتر نقاشی‌های آنری دو تولوز لوتورک در روسپی‌خانه لا فلور بلانش کشیده شده‌است وی این نقاشی‌ها را در زمانی که به عنوان پزشک به رسیدگی از روسپیان کشیده‌است.

## تخت‌های چوب ماهونی
تخت‌های چوب ماهونی توسط روسپی درباری لا پاویا برای تجهیز لا فلور بلانش خزیداری شد ولی هرگز به روسپی‌خانه تحویل داده نشد. یکی از این تخت‌ها در حراجی مابین ۵۰۰۰۰۰ تا ۸۰۰۰۰۰ یورو به فروش گذاشته شد.